# Filicium longifolium
Filicium longifolium är en kinesträdsväxtart som först beskrevs av Joseph Marie Henry Alfred Perrier de la Bâthie, och fick sitt nu gällande namn av René Paul Raymond Capuron. Filicium longifolium ingår i släktet Filicium och familjen kinesträdsväxter. Inga underarter finns listade i Catalogue of Life.